# Vliedberg Bieweg
De Vliedberg Bieweg was een mottekasteel aan de Bieweg in het Nederlandse gehucht Zanddijk, provincie Zeeland. Van de heuvel is een lichte glooiing bewaard gebleven. De locatie is aangewezen als rijksmonument. 

## Geschiedenis
Over de historie van het kasteel en zijn eigenaren is vrijwel niets bekend. Het is vermoedelijk in de 11e eeuw gebouwd, waarbij er mogelijk eerst sprake was van een vluchtheuvel of huisterp die vervolgens is opgehoogd ten behoeve van de bouw van het kasteel. Deze versterking bleef tot in de 13e eeuw bewoond, gezien het aangetroffen aardewerk dat dateert uit de 11e tot en met 13e eeuw.
In 1888 werd de locatie door Jan Cornelis de Man beschreven. Hij gaf aan dat eigenaar A. de Nood de vliedberg al vele malen had afgegraven, maar geen resten had gevonden die op bewoning wezen. De heuvel werd destijds overigens ook wel Berg van de Nood genoemd, vanwege de eigenaar.
Archeologisch onderzoek bracht baksteenresten, aardewerk en de locatie van de voorburcht aan het licht.

## Beschrijving
Het complex is aangelegd op een kreekrug naast een restgeul en bestond uit het mottekasteel en de voorburcht. Beide waren op een heuvel aangelegd.
Door het langdurige gebruik als akker is van de oorspronkelijke heuvels weinig overgebleven.

### Motte
Van de oorspronkelijke motteheuvel is niet meer dan een verhoging van drie meter bewaard, met een diameter van 62 meter. Rondom lag een gracht van ongeveer 20 meter breed, daterend uit de 13e eeuw. Op basis van aangetroffen baksteenresten kan worden geconcludeerd dat op de motteheuvel waarschijnlijk een bakstenen toren stond.

### Voorburcht
Ten zuiden van de motte lag een voorburcht, waarvan een lichte glooiing van twee meter hoog en 42 meter in doorsnee is bewaard gebleven. Rondom de voorburcht lag een uit de 13e eeuw stammende gracht van 10 meter breed.
Aldegonde · Kasteel van Axel · Baarland · Baarsdorp · Barbestein · Biervliet · Bieweg · Blodenburg · Huis der Boede · Brijdorpe · Bruëlis · 't Burchtje · Burggravensteen · Buttinge · Coxijde · Crayenstein · Duinbeek · Duivelsberg · Ellewoutsdijk · Filippenburg · Geersdijk · Gistellis · Gravenhof · Slot Haamstede · Kasteel Hellenburg · Herkestein · Heuvelsweg · Hoge Huis · Ter Hooge · Hoogkamer · Kats · Kind van Trente · Kleverskerke · Kortgene · Kreke · Kruiningen · Laterdale · Lodijke · Maalstede (Hulst) · Maalstede (Kapelle) · Magdalon · Hof Ter Moere · Moermond · Te Mortiere · Muiden · Hof ter Nisse (Nisse) · Hof ter Nisse (Ossenisse) · Oostende · Oostende (Goes) · Oosterstein · Poelvoorde · Poortvliet · Popkensburg · De Pottere · Poucques · Pronkenburg · Ravenstein · Saeftingher Slot · Kasteel van Sint-Maartensdijk · Schengen · Sluis · Smallegange · Stavenisse · Tolhuis van Iersekeroord · Huus ter Tolne · Torenberg · Torenhoeve · Toren van Bourgondië · Troye · Valkenisse · Vinninghen · Vlissingen · Voorhoute · Waarde · Watervliet · Weldamme · Welland · Huis te Werf · Te Werve · Westenschouwen · Westhove · Westkerke · Windenburg · Zandenburg · Zwanenburg